# Дарлинг, Алистер
Алистер Маклин Дарлинг, барон Дарлинг Руланишский (англ. Alistair Maclean Darling Baron Darling of Roulanish; 28 ноября 1953, Лондон — 30 ноября 2023, Эдинбург) — британский политик из Лейбористской партии. Пожизненный пэр.

## Биография
Родился в Лондоне в семье инженера, впоследствии жил в Шотландии. Изучал право в Университете Абердина, где был председателем союза студентов. Свою политическую деятельность Дарлинг начал, участвуя в троцкистской Международной марксистской группе. В 1977 году вступил в Лейбористскую партию. После окончания университета Дарлинг работал солиситором (адвокатом с ограниченной компетенцией) в Шотландии.
В 1987 году был избран в Палату общин. С 1988 году участвовал в работе теневого правительства.
В 1997 году, сразу же после победы лейбористов на парламентских выборах, Дарлинг стал секретарём казначейства под непосредственным начальством нового канцлера казначейства Гордона Брауна и вошёл в правящий кабинет министров.
В 1998 году Дарлинг стал министром труда и пенсионного обеспечения, а в 2002 году — министром транспорта. С 2003 года Дарлинг параллельно занял должность министра по делам Шотландии.
В 2006 году Дарлинг оставил оба министерских поста и был назначен министром торговли и промышленности. После того, как 27 июня 2007 года премьер-министром Великобритании стал Гордон Браун, Дарлинг занял его пост канцлера казначейства. 11 мая 2010 года покинул свой пост в связи с отставкой Гордона Брауна.
Алистер Дарлинг является одним из трёх министров (наряду с Джеком Стро и Гордоном Брауном), которые непрерывно участвовали в работе лейбористского правительства с 1997 года по 2010 год.
1 декабря 2015 года возведён в пожизненные пэры, с титулом барон Дарлинг Руланишский, заняв своё место в Палате лордов 10 декабря 2015 года. 28 июля 2020 года лорд Дарлинг ушёл из Палаты лордов, ссылаясь на расстояние и пандемию COVID-19.
Скончался 30 ноября 2023 на 71-м году жизни после непродолжительной борьбы с раком в больнице в Эдинбурге. Политики из разных политических партий широко выразили дань уважения. Бывший премьер-министр Гордон Браун высоко оценил его «честность» и «мудрое суждение».